# Ina'am Al-Mufti
Ina'am Al-Mufti, född 1929, död 2018, var en jordansk politiker.
Hon var minister för social utveckling 1979-1984. Hon var Jordaniens första kvinnliga minister, tio år innan kvinnor blev medlemmar av parlamentet (1989). 